# Adenomera marmorata
Espèce
Synonymes
- Leptodactylus marmoratus (Steindachner, 1867)
- Leptodactylus trivittatus Lutz, 1926

Statut de conservation UICN

 LC  : Préoccupation mineure
Adenomera marmorata est une espèce d'amphibiens de la famille des Leptodactylidae.

## Répartition
Cette espèce est endémique du Brésil. Elle se rencontre jusqu'à 1 200 m d'altitude dans les États du Minas Gerais, de Rio de Janeiro, de São Paulo et du Paraná.

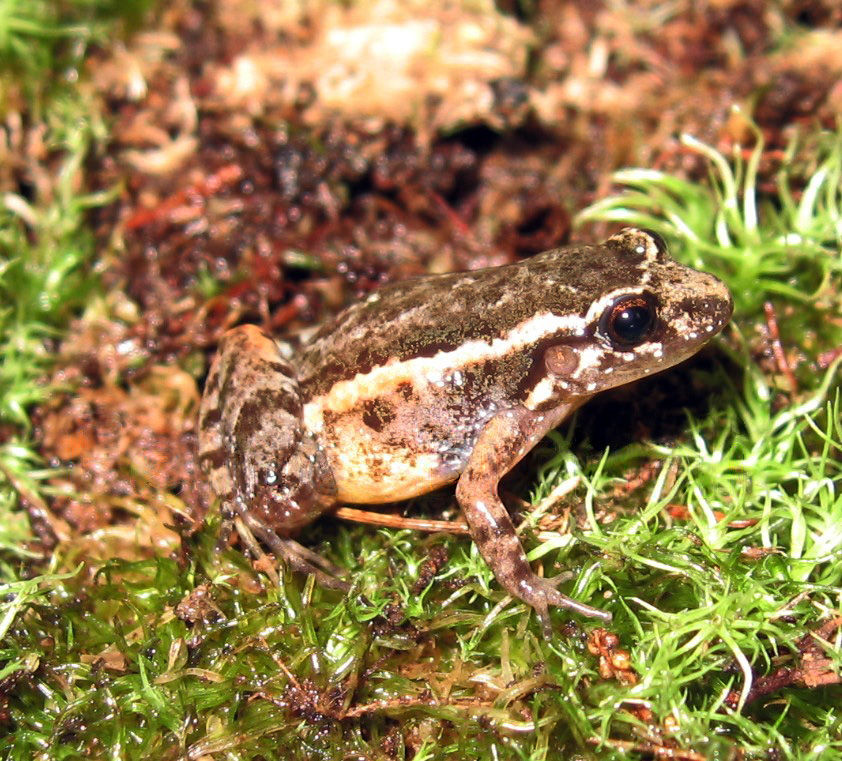

## Publication originale
- Steindachner, 1867 : Reise der österreichischen Fregatte Novara um die Erde in den Jahren 1857, 1858, 1859 unter den Befehlen des Commodore B. von Wüllerstorf-Urbair (1861) - Zoologischer Theil - Erste Band - Amphibien p. 1-70 (texte intégral).